# Цицихар
Цицихар (на китайски: 齐齐哈尔) е град в провинция Хъйлундзян, Североизточен Китай. Административният метрополен район, който включва и града, е с население от 5 367 003 жители, а в градската част има 1 514 188 жители (2010 г.). Общата площ на административния метрополен район е 42 469 кв. км. Намира се в часова зона UTC+8 на 147 м н.в. Телефонният му код е 0452. МПС кодът е 黑B. Градът разполага с едно от четирите съоръжения в Китай за олимпийския спорт бързо пързаляне с кънки.